# Otto von Ahlefeldt
Otto von Ahlefeldt (* nach 1620 in Schulenburg; † 1693 in Lübeck) war ein deutscher Offizier und Gutsherr von Fresenburg.

## Leben
Er war der Sohn des Adligen Gutsherren Detlev Hennekesen von Ahlefeldt (1620–1680) und dessen Frau Dorthea Elisabeth geborene von Rantzau († 1676). Seine Frau war Sophie, eine geborene  von Reventlow (1658–1731), die er am 6. September 1681 in Lübeck heiratete. Aus dieser Ehe ging Dorothea Elisabeth hervor, die später Joachim Diedrich von Rantzau (1690–1729) heiratete. Von Ahlefeldt studierte 1635 an der Friedrich-Schiller-Universität in Jena und diente im Dreißigjährigen Krieg dem schwedischen Feldmarschall Carl Gustav Wrangel. Nach dem Frieden von Brömsebro war Otto von Ahlefeldt ab August 1645 als Befehlshaber einer Kompanie in Uetersen stationiert und wurde später Amtmann in den Herzogthümern.